# Diplonotos papillatus
Diplonotos papillatus är en mossdjursart som först beskrevs av Busk 1884.  Diplonotos papillatus ingår i släktet Diplonotos och familjen Bifaxariidae. Inga underarter finns listade i Catalogue of Life.